# Gaetano Del Pezzo (politico)
Gaetano Del Pezzo (Napoli, 19 agosto 1833 – Napoli, 22 aprile 1889) è stato un diplomatico e politico italiano.

## Biografia
Gaetano Del Pezzo, 7º duca di Caianello e 5º marchese di Campodisola, era figlio di Pasquale (1809-1884), 6º Duca di Caianello e 4º Marchese di Campodisola e di Maria Beatrice Caracciolo (1812-1872), suo fratello Carlo divenne sindaco di Napoli nel 1894.
Visse a Roma dove ebbe incarichi diplomatici presso la Santa Sede, quindi a Berlino e a Parigi, presso Napoleone III.
Dopo l'unità d'Italia fu sindaco di Napoli. Per la sua opera durante un'emergenza dovuta ad un'epidemia gli è stata dedicata la via "Marchese di Campodisola" nel quartiere Porto di Napoli
L'11 febbraio 1857 sposò la cugina Maria Angelica Caracciolo dei principi di Torella; dal loro matrimonio nacquero nove figli fra cui Pasquale, insigne matematico, sindaco di Napoli dal 1914 e senatore del Regno; era nonno di Gaetano Del Pezzo.

## Onorificenze
- Commendatore del Reale Ordine di Francesco I (Regno delle Due Sicilie)
- Cavaliere del Sacro Militare Ordine Costantiniano di San Giorgio (Regno delle Due Sicilie)
- Cavaliere dell'Ordine Piano di Pio IX (Santa Sede)
- Cavaliere di III Classe dell'Ordine dell'Aquila Rossa (Regno di Prussia)
- Medaglia d'Oro ai Benemeriti della Salute Pubblica (Regno d'Italia), per l'epiedemia di colera del 1884
- Intitolazione di una strada a Napoli (Via Marchese di Campodisola, da Piazza Giovanni Bovio a Via Cristoforo Colombo) (Comune di Napoli), per l'epiedemia di colera del 1884